# Nadma
Nadma (prononciation : [ˈnadma]) est un village polonais situé dans la gmina de Radzymin dans le powiat de Wołomin et en voïvodie de Mazovie dans le centre-est de la Pologne.
Il se situe à environ 7 kilomètres au sud de Radzymin, 5 kilomètres à l'ouest de Wołomin (siège du powiat), et à 20 kilomètres au nord-est de Varsovie (capitale de la Pologne).
Le village possède une population de 1 420 habitants en 2006.

## Histoire
De 1975 à 1998, le village appartenait administrativement à la voïvodie de Varsovie.